# أولاد يحيى خدروش
أولاد يحيى خدروش أو أولاد يحيى، بلدية تابعة إقليميا إلى دائرة الميلية، ولاية جيجل، الجزائر.
وهي بلدية ريفية تقع في أعالي الميلية.